# Voyage (film)
Voyage is een Amerikaanse film uit 1993 van regisseur John Mackenzie.

## Verhaal
Morgan en Catherine Norvell bezitten een mooie zeilboot, die in Monte Carlo voor anker ligt. Net voordat ze uit willen varen op weg naar Malta, vraagt het echtpaar Freeland of ze mee mogen reizen. Het lijkt een leuk stel, maar tijdens de reis krijgen de Norvells toch hun bedenkingen.

## Rolbezetting
| Acteur         | Personage               |
| -------------- | ----------------------- |
| Rutger Hauer   | Morgan Norvell          |
| Karen Allen    | Catherine 'Kit' Norvell |
| Eric Roberts   | Gill Freeland           |
| Connie Nielsen | Ronnie Freeland         |